# Svédország az 1980. évi téli olimpiai játékokon
Svédország az egyesült államokbeli Lake Placidben megrendezett 1980. évi téli olimpiai játékok egyik részt vevő nemzete volt. Az országot az olimpián 9 sportágban 61 sportoló képviselte, akik összesen 4 érmet szereztek.

## Érmesek
| Érem  | Versenyző | Sportág   | Versenyszám            |
| ----- | --- | --------- | ---------------------- |
| Arany | Ingemar Stenmark | Alpesisí  | Férfi műlesiklás       |
| Arany | Ingemar Stenmark | Alpesisí  | Férfi óriás-műlesiklás |
| Arany | Thomas Wassberg | Sífutás   | Férfi 15 km            |
| Bronz | Nemzeti válogatott Mats Åhlberg Sture Andersson Bo Berglund Håkan Eriksson Jan Eriksson Thomas Eriksson Leif Holmgren Tomas Jonsson Pelle Lindbergh William Löfqvist Bengt Lundholm Per Lundquist Harald Lückner Lars Molin Mats Näslund Lennart Norberg Tommy Samuelsson Dan Söderström Mats Waltin Ulf Weinstock | Jégkorong | Férfi                  |

## Alpesisí
Férfi
| Versenyző         | Versenyszám      | 1. futam | 1. futam | 2. futam      | 2. futam      | Összesítés | Összesítés |
| Versenyző         | Versenyszám      | Idő      | Hely.    | Idő           | Hely.         | Idő        | Helyezés   |
| ----------------- | ---------------- | -------- | -------- | ------------- | ------------- | ---------- | ---------- |
| Torsten Jakobsson | Műlesiklás       | kizárták | kizárták | kiesett       | kiesett       | kiesett    | kiesett    |
| Torsten Jakobsson | Óriás-műlesiklás | 1:23,24  | 31.      | 1:23,18       | 17.           | 2:46,42    | 21.        |
| Ingemar Stenmark  | Műlesiklás       | 53,89    | 4.       | 50,37         | 1.            | 1:44,26    |            |
| Ingemar Stenmark  | Óriás-műlesiklás | 1:20,49  | 3.       | 1:20,25       | 1.            | 2:40,74    |            |
| Stig Strand       | Műlesiklás       | 55,64    | 16.      | nem ért célba | nem ért célba | kiesett    | kiesett    |
| Stig Strand       | Óriás-műlesiklás | 1:23,37  | 32.      | 1:25,25       | 31.           | 2:48,62    | 28.        |

Női
| Versenyző        | Versenyszám      | 1. futam      | 1. futam      | 2. futam | 2. futam | Összesítés | Összesítés |
| Versenyző        | Versenyszám      | Idő           | Hely.         | Idő      | Hely.    | Idő        | Helyezés   |
| ---------------- | ---------------- | ------------- | ------------- | -------- | -------- | ---------- | ---------- |
| Anna-Karin Hesse | Műlesiklás       | nem ért célba | nem ért célba | kiesett  | kiesett  | kiesett    | kiesett    |
| Anna-Karin Hesse | Óriás-műlesiklás | 1:17,24       | 12.           | 1:29,78  | 13.      | 2:47,02    | 11.        |
| Ann Melander     | Műlesiklás       | 44,51         | 11.           | 45,31    | 8.       | 1:29,82    | 9.         |
| Ann Melander     | Óriás-műlesiklás | 1:16,84       | 10.           | 1:30,79  | 19.      | 2:47,63    | 15.        |
| Åsa Svedmark     | Műlesiklás       | 46,06         | 18.           | 45,45    | 9.       | 1:31,51    | 12.        |
| Åsa Svedmark     | Óriás-műlesiklás | 1:18,90       | 29.           | 1:31,47  | 25.      | 2:50,37    | 24.        |

## Biatlon
| Versenyző                                                 | Versenyszám      | Lövőhiba | Időeredmény | Helyezés |
| --------------------------------------------------------- | ---------------- | -------- | ----------- | -------- |
| Ronnie Adolfsson                                          | 10 km sprint     | 3        | 35:14,87    | 15.      |
| Ronnie Adolfsson                                          | 20 km egyéni     | 5        | 1:13:10,90  | 11.      |
| Per Andersson                                             | 10 km sprint     | 2        | 35:55,57    | 22.      |
| Sven Fahlén                                               | 20 km egyéni     | 8        | 1:17:49,23  | 31.      |
| Sören Wikström                                            | 10 km sprint     | 2        | 34:57,01    | 14.      |
| Sören Wikström                                            | 20 km egyéni     | 5        | 1:13:13,34  | 12.      |
| Sven Fahlén Per Andersson Sören Wikström Ronnie Adolfsson | 4 × 7,5 km váltó | 6        | 1:40:44,62  | 10.      |

## Bob
| Versenyző                                                  | Versenyszám | 1. futam | 1. futam | 2. futam | 2. futam | 3. futam | 3. futam | 4. futam | 4. futam | Összesítés | Összesítés |
| Versenyző                                                  | Versenyszám | Idő      | Hely.    | Idő      | Hely.    | Idő      | Hely.    | Idő      | Hely.    | Idő        | Helyezés   |
| ---------------------------------------------------------- | ----------- | -------- | -------- | -------- | -------- | -------- | -------- | -------- | -------- | ---------- | ---------- |
| Carl-Erik Eriksson Kenth Rönn                              | Kettes      | 1:03,56  | 9.       | 1:04,49  | 14.      | 1:03,22  | 8.       | 1:05,65  | 20.      | 4:16,92    | 15.        |
| Carl-Erik Eriksson Peter Jansson Runald Beckman Kenth Rönn | Négyes      | 1:01,01  | 6.       | 1:01,00  | 5.*      | 1:00,36  | 5.       | kizárták | kizárták | kiesett    | kiesett    |

* - egy másik csapattal azonos eredményt ért el

## Gyorskorcsolya
Férfi
| Versenyző        | Versenyszám | Eredmény       | Helyezés       |
| ---------------- | ----------- | -------------- | -------------- |
| Jan-Åke Carlberg | 500 m       | 39,03          | 10.            |
| Jan-Åke Carlberg | 1000 m      | 1:19,13        | 16.            |
| Ulf Ekstrand     | 1500 m      | 2:00,23        | 16.            |
| Ulf Ekstrand     | 5000 m      | 7:13,13        | 8.             |
| Ulf Ekstrand     | 10 000 m    | 15:33,42       | 21.            |
| Johan Granath    | 500 m       | 1:21,44~       | 36.            |
| Johan Granath    | 1000 m      | nem ért célba~ | nem ért célba~ |
| Oloph Granath    | 500 m       | 39,15          | 12.            |
| Oloph Granath    | 1000 m      | 1:17,74        | 8.             |
| Tomas Gustafson  | 1500 m      | 1:58,18        | 7.             |
| Tomas Gustafson  | 5000 m      | 7:16,85        | 12.            |
| Tomas Gustafson  | 10 000 m    | 15:05,18       | 12.            |
| Jan Junell       | 1500 m      | 2:02,11        | 21.            |
| Jan Junell       | 5000 m      | 7:19,50        | 14.            |
| Örjan Sandler    | 10 000 m    | 15:11,52       | 14.            |

Női
| Versenyző           | Versenyszám | Eredmény | Helyezés |
| ------------------- | ----------- | -------- | -------- |
| Annette Karlsson    | 500 m       | 44,52    | 24.      |
| Annette Karlsson    | 1000 m      | 1:28,25  | 10.      |
| Annette Karlsson    | 1500 m      | 2:17,31  | 20.      |
| Annette Karlsson    | 3000 m      | 4:52,70  | 18.      |
| Sylvia Filipsson    | 500 m       | 44,05    | 16.      |
| Sylvia Filipsson    | 1000 m      | 1:28,18  | 9.       |
| Sylvia Filipsson    | 1500 m      | 2:12,84  | 5.       |
| Sylvia Filipsson    | 3000 m      | 4:40,22  | 7.       |
| Ann-Sofie Järnström | 500 m       | 42,47    | 4.       |
| Ann-Sofie Järnström | 1000 m      | 1:28,10  | 8.       |

* - egy másik versenyzővel azonos eredményt ért el
~ - a futam során elesett

## Jégkorong
| Svéd férfi jégkorongcsapat-játékoskeret                                                                          | Svéd férfi jégkorongcsapat-játékoskeret                                                                             | Svéd férfi jégkorongcsapat-játékoskeret                                                            |
| --- | --- | -------------------------------------------------------------------------------------------------- |
| - Mats Åhlberg - Sture Andersson - Bo Berglund - Håkan Eriksson - Jan Eriksson - Thomas Eriksson - Leif Holmgren | - Tomas Jonsson - Pelle Lindbergh - William Löfqvist - Bengt Lundholm - Per Lundquist - Harald Lückner - Lars Molin | - Mats Näslund - Lennart Norberg - Tommy Samuelsson - Dan Söderström - Mats Waltin - Ulf Weinstock |

### Eredmények
Kék csoport
| Csapat           | M | Gy | D | V | G+ | G– | Gk  | P |
| ---------------- | - | -- | - | - | -- | -- | --- | - |
| Svédország       | 5 | 4  | 1 | 0 | 26 | 7  | +19 | 9 |
| Egyesült Államok | 5 | 4  | 1 | 0 | 25 | 10 | +15 | 9 |
| Csehszlovákia    | 5 | 3  | 0 | 2 | 34 | 16 | +18 | 6 |
| Románia          | 5 | 1  | 1 | 3 | 13 | 29 | –16 | 3 |
| NSZK             | 5 | 1  | 0 | 4 | 21 | 30 | –9  | 2 |
| Norvégia         | 5 | 0  | 1 | 4 | 9  | 36 | –27 | 1 |

| 1980. február 12. | Egyesült Államok (USA) | 2 – 2 (0–1, 1–0, 1–1) | Svédország | Lake Placid |

|  |  |  |  |  |
|  |  |  |  |  |
|  |  |  |  |  |
|  |  |  |  |  |

| 1980. február 14. | Svédország (SWE) | 8 – 0 (3–0, 4–0, 1–0) | Románia | Lake Placid |

|  |  |  |  |  |
|  |  |  |  |  |
|  |  |  |  |  |
|  |  |  |  |  |

| 1980. február 16. | Svédország (SWE) | 5 – 2 (1–0, 4–1, 0–1) | NSZK | Lake Placid |

|  |  |  |  |  |
|  |  |  |  |  |
|  |  |  |  |  |
|  |  |  |  |  |

| 1980. február 18. | Svédország (SWE) | 7 – 1 (2–0, 4–0, 1–1) | Norvégia | Lake Placid |

|  |  |  |  |  |
|  |  |  |  |  |
|  |  |  |  |  |
|  |  |  |  |  |

| 1980. február 20. | Svédország (SWE) | 4 – 2 (2–0, 1–0, 1–2) | Csehszlovákia | Lake Placid |

|  |  |  |  |  |
|  |  |  |  |  |
|  |  |  |  |  |
|  |  |  |  |  |

Négyes döntő
| 1980. február 22. | Finnország (FIN) | 3 – 3 (1–0, 1–1, 1–2) | Svédország | Lake Placid |

|  |  |  |  |  |
|  |  |  |  |  |
|  |  |  |  |  |
|  |  |  |  |  |

| 1980. február 24. | Szovjetunió (URS) | 9 – 2 (4–0, 5–0, 0–2) | Svédország | Lake Placid |

|  |  |  |  |  |
|  |  |  |  |  |
|  |  |  |  |  |
|  |  |  |  |  |

Végeredmény
A táblázat tartalmazza
- a Vörös csoportban lejátszott Szovjetunió – Finnország 4–2-es,
- a Kék csoportban lejátszott Egyesült Államok – Svédország 2–2-es eredményt is.

| Csapat           | M | Gy | D | V | G+ | G– | Gk | P |
| ---------------- | - | -- | - | - | -- | -- | -- | - |
| Egyesült Államok | 3 | 2  | 1 | 0 | 10 | 7  | +3 | 5 |
| Szovjetunió      | 3 | 2  | 0 | 1 | 16 | 8  | +8 | 4 |
| Svédország       | 3 | 0  | 2 | 1 | 7  | 14 | –7 | 2 |
| Finnország       | 3 | 0  | 1 | 2 | 7  | 11 | –4 | 1 |

| Csapat     | Helyezés |
| ---------- | -------- |
| Svédország |          |

## Műkorcsolya
| Versenyző    | Versenyszám  | Kötelező elemek   | Kötelező elemek | Rövid program     | Rövid program | Kűr               | Kűr   | Összesítés                     | Összesítés                     | Összesítés                     | Összesítés                     | Összesítés                     | Összesítés                     | Összesítés                     | Összesítés                     | Összesítés                     | Összesítés        | Összesítés        | Összesítés  | Összesítés | Összesítés |
| Versenyző    | Versenyszám  | Kötelező elemek   | Kötelező elemek | Rövid program     | Rövid program | Kűr               | Kűr   | Helyezési pontszámok bírónként | Helyezési pontszámok bírónként | Helyezési pontszámok bírónként | Helyezési pontszámok bírónként | Helyezési pontszámok bírónként | Helyezési pontszámok bírónként | Helyezési pontszámok bírónként | Helyezési pontszámok bírónként | Helyezési pontszámok bírónként | Több. hely. száma | Több. hely. össz. | Hely. össz. | Pont       | Helyezés   |
| Versenyző    | Versenyszám  | Több. hely. száma | Hely.           | Több. hely. száma | Hely.         | Több. hely. száma | Hely. | 1                              | 2                              | 3                              | 4                              | 5                              | 6                              | 7                              | 8                              | 9                              | Több. hely. száma | Több. hely. össz. | Hely. össz. | Pont       | Helyezés   |
| ------------ | ------------ | ----------------- | --------------- | ----------------- | ------------- | ----------------- | ----- | ------------------------------ | ------------------------------ | ------------------------------ | ------------------------------ | ------------------------------ | ------------------------------ | ------------------------------ | ------------------------------ | ------------------------------ | ----------------- | ----------------- | ----------- | ---------- | ---------- |
| Thomaz Öberg | Férfi egyéni | 5×13+             | 14.             | 7×14+             | 14.           | 7×14+             | 14.   | 15,0                           | 14,0                           | 14,0                           | 14,0                           | 14,0                           | 14,0                           | 14,0                           | 14,0                           | 14,0                           | 8×14+             | 112,0             | 127,0       | 149,80     | 14.        |

## Sífutás
Férfi
| Versenyző                                                        | Versenyszám     | Eredmény      | Helyezés      |
| ---------------------------------------------------------------- | --------------- | ------------- | ------------- |
| Sven-Erik Danielsson                                             | 15 km           | 43:41,21      | 18.           |
| Thomas Eriksson                                                  | 15 km           | 43:11,88      | 11.           |
| Thomas Eriksson                                                  | 50 km           | 2:36:33,85    | 16.           |
| Erik Gustavsson                                                  | 50 km           | 2:43:39,93    | 34.           |
| Stig Jäder                                                       | 30 km           | 1:32:08,09    | 25.           |
| Stig Jäder                                                       | 50 km           | nem ért célba | nem ért célba |
| Benny Kohlberg                                                   | 15 km           | 43:39,22      | 17.           |
| Benny Kohlberg                                                   | 30 km           | 1:30:57,56    | 13.           |
| Sven-Åke Lundbäck                                                | 30 km           | 1:31:31,96    | 17.           |
| Sven-Åke Lundbäck                                                | 50 km           | 2:31:59,65    | 8.            |
| Thomas Wassberg                                                  | 15 km           | 41:57,63      |               |
| Thomas Wassberg                                                  | 30 km           | 1:28:40,35    | 4.            |
| Sven-Åke Lundbäck Thomas Eriksson Benny Kohlberg Thomas Wassberg | 4 × 10 km váltó | 2:00:42,71    | 5.            |

Női
| Versenyző                                                      | Versenyszám    | Eredmény   | Helyezés |
| -------------------------------------------------------------- | -------------- | ---------- | -------- |
| Lena Carlzon-Lundbäck                                          | 5 km           | 15:43,04   | 10.      |
| Lena Carlzon-Lundbäck                                          | 10 km          | 31:45,50   | 11.      |
| Marie Johansson                                                | 5 km           | 15:47,19   | 11.      |
| Marie Johansson                                                | 10 km          | 31:48,57   | 15.      |
| Karin Lamberg                                                  | 5 km           | 15:55,07   | 17.      |
| Karin Lamberg                                                  | 10 km          | 32:10,44   | 17.      |
| Eva Olsson                                                     | 5 km           | 15:48,59   | 12.      |
| Eva Olsson                                                     | 10 km          | 31:36,08   | 10.      |
| Marie Johansson Karin Lamberg Eva Olsson Lena Carlzon-Lundbäck | 4 × 5 km váltó | 1:05:16,32 | 6.       |

## Síugrás
| Versenyző    | Versenyszám | 1. ugrás | 1. ugrás | 2. ugrás   | 2. ugrás   | Összesítés | Összesítés |
| Versenyző    | Versenyszám | Pont     | Hely.    | Pont       | Hely.      | Pont       | Helyezés   |
| ------------ | ----------- | -------- | -------- | ---------- | ---------- | ---------- | ---------- |
| Jan Holmlund | Normálsánc  | 101,7    | 32.      | 93,8       | 40.        | 195,5      | 34.        |
| Jan Holmlund | Nagysánc    | 26,2     | 50.      | nem indult | nem indult | 26,2       | 50.        |

## Szánkó
| Versenyző                     | Versenyszám | 1. futam | 1. futam | 2. futam | 2. futam | 3. futam | 3. futam | 4. futam | 4. futam | Összesítés | Összesítés |
| Versenyző                     | Versenyszám | Idő      | Hely.    | Idő      | Hely.    | Idő      | Hely.    | Idő      | Hely.    | Idő        | Helyezés   |
| ----------------------------- | ----------- | -------- | -------- | -------- | -------- | -------- | -------- | -------- | -------- | ---------- | ---------- |
| Stefan Kjernholm              | Férfi egyes | 44,565   | 14.      | 44,905   | 11.      | 44,900   | 10.      | 48,538   | 22.      | 3:02,908   | 18.        |
| Agneta Lindskog               | Női egyes   | 40,219   | 13.      | 40,547   | 14.      | 40,463   | 13.      | 40,388   | 12.      | 2:41,617   | 13.        |
| Anneli Näsström               | Női egyes   | 40,987   | 23.      | 41,096   | 22.      | 40,999   | 17.      | 40,877   | 17.      | 2:43,959   | 19.        |
| Stefan Kjernholm Kenneth Holm | Kettes      | 40,415   | 13.      | 41,024   | 13.      |          |          |          |          | 1:21,439   | 12.        |